# The Fast and the Furious (película de 1955)
The Fast and the Furious es una película estadounidense de 1955 protagonizada por John Ireland y Dorothy Malone. Fue la primera película producida por la productora American International Pictures. El blanco y negro de la película B fue codirigida por galán de la película, John Ireland. La historia fue escrita por Roger Corman y el guion es de Jean Howell y Jerome Odlum.

## Argumento
Frank Webster (John Ireland) ha salido de la cárcel, acusado de un asesinato que no cometió. Mientras huye y escucha las noticias de la radio, se arrincona en una pequeña cafetería. Escapa y secuestra a una joven llamada Connie (Dorothy Malone), y ambos se marchan en el Jaguar de ella. Pero pronto demuestra ser una rehén difícil, tratando de escapar en un par de ocasiones. Esta lucha mutua pronto conduce a los dos a enamorarse el uno del otro. Mientras continúan evadiendo a la policía, la pareja encuentra una carrera de autos deportivos transfronterizos, que Frank planea aprovechar con el fin de escapar a México. Fuera de la simpatía de Frank y el deseo de estar con él, Connie informa a la policía del plan ya que considera que podría enfrentar un juicio y ser absuelto, y en el último momento él también decide que es mejor entregarse. La película termina con su captura inminente por la policía.

## Reparto
- John Ireland como Frank Webster
- Dorothy Malone como Connie Adair
- Bruce Carlisle como Faber
- Iris Adrian como Wilma Belding
- Snub Pollard como cuidador del parque

## Producción
La película se rodó en diez días. Fue escogida para su distribución por una nueva compañía, American Releasing Corporation, que se convirtió en la American International Pictures.

## Legado
La trama de la película se utilizó de nuevo en The Chase protagonizada por Charlie Sheen y Kristy Swanson.
Los derechos del título de la película (pero no los derechos de la historia) se compraron y se convirtió en el título de la película del 2001 The Fast and the Furious.